# Свидеће ти се оно што те чека сутра
Свидеће ти се оно што те чека сутра (енгл. You’re Gonna Love Tomorrow) је 88. епизода серије Очајне домаћице у продукцији Еј-Би-Сија. То је уједно и прва епизода петог серијала која је премијерно приказана 28. септембра 2008. године у Сједињеним Америчким Државама. Радио Телевизија Србије најавила је да ће премијерно приказивати конплетну пету сезону.

## Синопсис
| „                        | Пре пет година, Сузан Делфино родила је сина у породиљској соби А, у Фаирвјув моморијал болници. Пар тренутака касније, Лелар Деш је родила кћерку у породиљској соби Б. Око 10 сати следећег јутра док су нове мајке напуштале болницу, скоро су налетеле једна на другу. Наравно оне то никада нису знале. Заправо, Сузан и Лелар биле би изненађене да знају колико често су им се путеви током година укрштавали. Скоро су се сусреле у локалном кафићу. И још једном у ветеринарској станици. И поново на трибинама Фаирвјув Флејерса. Али и поред тих блиских могућности, Сузан и Лилар се никада нису упознале. Све до једног уторка, када је Сузан одлучила да одведе мужа у отмени ресторан за њихову годишњицу. У то исто време Лелар је одлучила да повезе своју кћерку да купе сладолед. То је била ноћ када су Сузан Делфино и Лелар Деш напокон налетеле једна на другу | ” |
| — монолог Мери Алис Јанг | |   |